# New Men
Los New Men (español: Nuevos Hombres) son un grupo ficticio de personajes que aparecen en cómics estadounidenses publicado por Marvel Comics. Ellos se los representa como animales elevados creados por el Alto Evolucionador.

## Historial de publicaciones
Los New Men aparecieron por primera vez en Thor #134 y fueron creados por Stan Lee y Jack Kirby.

## Historia ficticia del grupo
Los New Men son el resultado de los primeros experimentos de Wyndham en evolución acelerada. Cuando Wyndham se entera de que la montaña Wundagore (en la que se basó su ciudadela de investigación genética avanzada) es la prisión del poderoso demonio conocido como Chthon, decide entrenar algunas de sus creaciones en caballería y tácticas de batalla para que puedan oponerse a Chthon si alguna vez lo hace. Regrese donde estos guerreros de élite de los New Men son llamados los Caballeros de Wundagore. El Alto Evolucionador equipa a los Caballeros de Wundagore con armamento y armadura avanzados y les da "corceles atómicos" voladores sobre los que montar. En este esfuerzo lo ayuda el fantasma del mago del siglo VI llamado Magnus el Hechicero.
Cuando la esposa de Magneto murió, el Alto Evolucionador reclutó a un New Man llamado Bova para cuidar a los hijos de Magneto, Quicksilver y Bruja Escarlata
Como se ve en los flashbacks, los New Men se convierten en una familia extensa para Luna Maximoff.
Más tarde, Wyndham convierte su ciudadela en una nave espacial y él y la mayoría de sus New Men parten para explorar las estrellas.Ellos eventualmente establecerse en un planeta al que llaman Wundagore II.
Cuando el Evolucionador se enteró de que los Celestiales divinos vendrían a la Tierra para juzgar si la humanidad debería continuar existiendo o perecer, se alió con los Evolucionarios para erradicar a aquellos que consideraban "contaminados", temiendo que su presencia antinatural pudiera causar los Celestiales para considerar el planeta indigno. Él mismo empezó a masacrar sistemáticamente sus propias creaciones.
Cuando la Contra-Tierra del Alto Evolucionador resurgió en circunstancias desconocidas, se vio a algunos de los New Men viviendo en ella.Ellos son rutinariamente exterminados y recreados por el Alto Evolucionador cuando no cumplen con sus estándares. Algunos de estos "defectos" de los New Men se han refugiado en Lowtown, donde ellos son refugiados por un hombre llamado el Bajo Evolucionador.
Varios New Men aparecieron en Lexington, Kentucky, cuando el Alto Evolucionador planeó sincronizar las frecuencias de vibración de la Tierra y la Contra-Tierra para poder combinarlas.
Durante la historia "Hunted", Kraven el Cazador cazó algunos New Men para sacar al Alto Evolucionador. Kraven llega a un acuerdo con el Alto Evolucionador para tomar su muestra de ADN y crear 87 clones de él para que puedan salir al mundo y demostrar su valía ante Kraven. El Alto Evolucionador acepta los términos.

## Miembros
Los New Men conocidos han incluido:
- Ani-Men III - Esta encarnación de los Ani-Men fue creada por el Alto Evolucionador.[12]
  - Buzzard - Un halcón levantado.
  - Crushtacean - Un cangrejo levantado.
  - Flying Fox - Un murciélago levantado.
  - Komodo - Un dragón de Komodo elevado.
  - Spinneret - Una araña levantada.
- Ani-Mutants - Un grupo de New Men que el Alto Evolucionador dejó de lado en favor de Godpack. Se convirtieron en seguidores del Hombre-Bestia.[13]
  - Simbus - Un león elevado y aliado de Hombre-Bestia. Aunque Simbus fue visto por primera vez con una melena naranja, cambió a violeta cuando se puso del lado del Hombre-Bestia.[14]
  - Tantaro - Tantaro es un elefante elevado del Zoológico del Bronx.[14]
  - Urson-Wellz - Urson-Wellz es un oso elevado del zoológico del Bronx. El Alto Evolucionador admitió que tenía sentido del humor y sugirió que esa era la razón para nombrar a este Hombre Nuevo en honor a la estrella de cine Orson Welles.[14]
- Barber - Un ratón levantado sin nombre que trabaja como barbero. Después de que Thor se afeitó la barba, el barbero le dio el cuenco de afeitar que contenía la sangre y el cabello de Thor al Conde Tagar, que el Alto Evolucionador luego usó para crear a Nobilus.[15]
- Bova - Un ganado de Guernsey elevado que sirve como madre adoptiva de Pietro Maximoff y Wanda Maximoff. También fue utilizada por el Alto Evolucionador para criar y nutrir a los jóvenes New Men como su niñera.[16]
- Caninus - Un perro levantado.[17]
- Culto del Chacal - Un grupo de New Men que formaron un culto que adora a Chacal y anhela ser completamente humano. El culto se disolvió cuando Araña Escarlata y Alto Evolucionador les dijeron que no es su camino recibir formas humanas y aceptar las formas que ellos tienen.[18]
  - Anubia - Un chacal elevado.
  - Caiman - Un caimán levantado.
  - Harrier - Un halcón levantado.
  - Piranis - Una piraña levantada.
- Dempsey - Un dálmata que fue la primera creación del Alto Evolucionador. Fue asesinado por unos cazadores furtivos y su cuerpo fue llevado por el Alto Evolucionador.[19]
- Dicero - Un joven rinoceronte negro elevado y un estudiante de Prosimia y Lady Bova.[20]
- Drhovo - Un anfibio elevado no especificado que es uno de los guardaespaldas del Alto Evolucionador.[8]
- Eaglus - Un águila levantada.[21]
- Equius - Un caballo levantado.[13]
- Felinatus - Un gato levantado.[17]
- Gorr - Un gorila dorado levantado, Gorr aparece por primera vez en Fantastic Four #171. El actúa como el valet del Alto Evolucionador.
- Inheritor - Una cucaracha con mango de hoja levantada. Inheritor se rebela contra el Alto Evolucionador. Durante una batalla con Hulk, vuelve a su forma original.[22]
- Ja'Rue - Un guepardo levantado.[8]
- Kingii - Kingii es un lagarto con volantes elevado que fue creado por el Alto Evolucioandor y luego experimentado por el Hombre-Bestia. El fue transferido por el Alto Evolucionador.[20]
- Kohbra - Una serpiente elevada que reside en la Contra-Tierra.[23]
- Caballeros de Wundagore - Los Caballeros de Wundagore son un grupo de guerreros de élite de los New Men que fueron entrenados por el Alto Evolucioandor para prepararse para el regreso de Chthon. Cada uno de sus miembros tenía armaduras avanzadas y montaba "Corceles Atómicos" que el Alto Evolucionador construyó con la ayuda del fantasma de Magnus.
  - Conde Tagar - Un tigre elevado creado en la Contra-Tierra, Tagar aparece por primera vez en Thor #133 (Oct 1966). El se rebela contra el Alto Evolucioandor.[24]
  - Lady Ursula - Lady Ursula es un oso pardo elevado, bullicioso y cruel.[25]Ella demuestra ser justa cuando se suicida en lugar de permitir que el Hombre-Bestia la esclavice.[26]
  - Lady Vermin - Lady Vermin es una rata elevada que usa un pequeño jetpack para moverse.
  - Lord Anon (antes Sir Wulf) - Lord Anon Es un lobo rojo elevado. El fue asesinado por el Hombre-Bestia.[27]
  - Lord Byson - Lord Byson es un bisonte elevado. Aunque se afirmó que evolucionó a partir de un bisonte, Lord Byson tenía la apariencia de un búfalo del Cabo.[28]
  - Lord Churchill - Lord Churchill es un bulldog levantado que es honorable, leal e inteligente.[29]El es asesinado por el Hombre-Bestia.[30]
  - Lord Gator - Lord Gator es un caimán elevado que es silencioso y misterioso y ataca solo cuando menos lo espera.[25]
  - Lord Tyger - Lord Tyger es un tigre elevado, erudito y sabio. Paradójicamente, es tan decadente como cualquier persona civilizada. Lord Tyger el líder de los Caballeros de Wundagore.[29]
  - Sir Delphis - Sir Delphis es un delfín enaltecido que es un personaje curioso que piensa en sus planes antes de actuar.[25] El más tarde dejó el equipo.[31]
  - Sir Gote - Una cabra levantada.[32]
  - Sir Hogg - Un cerdo levantado no identificado.[33]
  - Sir Lepard - Sir Lepard es un leopardo levantado.[34]El muere durante una batalla con el Rigellians.[35]
  - Sir Lepard II - Un segundo personaje con este nombre y sucesor del original Sir Lepard.[36]
  - Sir Lyan - Sir Lyan es un león levantado. Él es el segundo al mando de los Caballeros de Wundagore.[34]
  - Sir Ossilot - Sir Ossilot es un ocelote levantado.[34] El muere durante la batalla con los Rigellians.[35]
  - Sir Panther - Sir Panther es una pantera levantada.[37]
  - Sir Porga - Sir Porga es un cerdo levantado.[38]El es asesinado por sus compañeros New Men cuando comenzaron a ceder a su naturaleza animal.[39]
  - Sir Ram - Un carnero elevado, noble y caballeroso. Está comprometido en fe con su señor y amo.[40] El es asesinado cuando la nave en el que viajaba con Bruce Banner fue alcanzado por radiación.[41]
  - Sir Ram II - Un segundo personaje con este nombre que fue el sucesor del original Sir Ram.[35]
  - Sir Steed - Steed es un caballo enaltecido. El salta delante de una explosión destinada a matar a Luna.[29]
  - Sir Ursus - Un oso levantado[42]
  - Snow Queen - Snow Queen es una tigresa blanca elevada que es la hermana de White Tiger. Ella aparece en el capítulo 2 de X-Men: Endangered Species donde ella enfrenta a Bestia cuando él intenta entrar a Wungadore sin permiso.
- Kohbra - Una serpiente levantada.[23]
- Lady Shadra - Una pantera negra elevada que es uno de los primeros New Men del Alto Evolucionador. Es conocida por entrenar al Conde Tagar y Sir Ram. Su leyenda se cuenta por primera vez en Wolverine: First Class #3.[20]
- Hombre-Bestia - Hombre-Bestia es un lobo rojo elevado que ha desarrollado vastos poderes mentales. El planea destruir a la humanidad y al Alto Evolucionador, pero finalmente vuelve a convertirse en un lobo rojo con la ayuda de Quicksilver.[43]El aparece por primera vez en Thor #134 (Nov 1966).
- Seguidores del Hombre-Bestia - Un grupo de New Men que están del lado de Hombre-Bestia.
  - Barachuudar - Un pez elevado que trabaja para Hombre-Bestia como uno de sus asistentes presidenciales en Contra-Tierra.[44]
  - Cobrah - Una cobra elevada que trabaja para Hombre-Bestia como uno de sus asistentes presidenciales en Contra-Tierra. No debe confundirse con Kohbra.[44]
  - Haukk - Un halcón levantado.[45]
  - Lizhardus - Un lagarto elevado.[44]
  - Monck - Un gibón elevado.[46]
  - Pih-Junn - Una paloma levantada que estaba asociada con Haukk.[45]
  - Snakar - Una serpiente levantada que trabaja para Man-Beast como uno de los asistentes presidenciales en Contra-Tierra.[44]
  - Triax el Terrible - Triax es un jabalí común elevado que es un seguidor del Hombre-Bestia.[47]
  - Weezhil - Una comadreja engreída que trabaja para Hombre-Bestia como uno de sus asistentes presidenciales en Contra-Tierra.[44]
- Mangosta - Una mangosta elevada posee superfuerza, velocidad, agilidad y reflejos. Él es un exmiembro de los Thunderbolts.[48]
- Mynos - Un ganado enaltecido que trabaja para los Nuevos Inmortales.[49]
- Porcunis - Un puercoespín levantado.[50]
- Prosimia - Prosimia es un lémur de cola anillada y narrador de historias.[20] El sacrifica su vida para proteger a Kitty Pryde del ataque del Hombre-Bestia.[51]
- Squire Gulo - Gulo es un glotón levantado que es entrenado por Lady Shandra. Su leyenda se cuenta por primera vez en Wolverine: First Class #3.[20]
- Tabur - Tabur era un gato elevado. Él es en un momento el líder de la Gente Gato. Agatha Harkness le lanza un hechizo mientras lucha contra Tigra y él se convierte en un gato.[52]
- White Tiger - White Tiger era una tigresa blanca elevada creada para cazar al Hombre-Bestia. Ella regresa a su forma animal luego de la derrota de Hombre-Bestia.[43] White Tiger más tarde se reveló que tenía una hermana llamada Snow Queen.

## En otros medios

### Televisión
- Los New Men aparecen en el episodio de X-Men: The Animated Series, "Family Ties". Además de Lady Bova, otros New Men que aparecen son una cabra, un león, un rinoceronte, un ciervo, un panda, una cebra, algunos bueyes almizcleros, un leopardo de las nieves y un jabalí, entre otros. Lady Bova es la madre adoptiva de Quicksilver y Bruja Escarlata antes de entregárselos a un hombre llamado Django y su esposa para que los cuiden. Años más tarde, Quicksilver y Bruja Escarlata vienen a Wundagore a buscarla. Después de una coincidencia de ADN, el Alto Evolucionador los lleva a verla. Ella es quien les dijo que Magneto es su padre. Algunos de los New Men son enviados para atrapar a Magneto solo para atrapar también a Bruja Escarlata, Quicksilver y Wolverine. Después de la batalla con los X-Men, Magneto, Quicksilver y Bruja Escarlata, los New Men logran escapar con el Alto Evolucionador.
- Los New Men, conocidos como Bestiales, aparecen en Spider-Man Unlimited. Esta versión del grupo son residentes de la Contra-Tierra y sirven como especie dominante, siendo los humanos una minoría de segunda clase. Ellos están formados por Sir Ram (con la voz de Ron Halder), Sir Tyger (con la voz de David Sobolov), Lady Ursula (con la voz de Tasha Simms) y Lady Vermin (con la voz de Jennifer Hale).

### Película
En Guardianes de la Galaxia vol. 3 (2023), los Humanimales son animales elevados creados por el Alto Evolucionador que se basan libremente en los New Men. Ellos residieron en la Contra-Tierra hasta que la mayoría de ellos murieron cuando el Alto Evolucionador la destruyó.